# Until My Last Breath
"Until My Last Breath" é o oitavo single da cantora Tarja Turunen, cronologicamente o terceiro do álbum What Lies Beneath. O vídeo foi lançado no site oficial da cantora, entretanto o dia do lançamento oficial do single foi 30 de agosto.
Juntamente com "I Feel Immortal" e "Falling Awake", ganharam logo o top das canções mais procuradas da Finlândia. A cantora diz em seu site que está agradecida com os resultados dos singles relâmpagos e espera abrir uma nova turnê mundial com o novo álbum.

## Faixas

### Versão europeia
| Faixa | Música                                    | Duração |
| ----- | ----------------------------------------- | ------- |
| 01    | "Until My Last Breath" (versão de single) | 03:48   |
| 02    | "Still of the Night" (versão de rádio)    | 06:33   |
| 03    | "The Crying Moon"                         | 03:54   |

| Faixa | Música                                    | Duração |
| ----- | ----------------------------------------- | ------- |
| 01    | "Until My Last Breath" (versão de single) | 03:48   |
| 02    | "If You Believe" (versão ao piano)        | 06:33   |
| 03    | "Falling Awake"                           | 03:54   |